# Roi d'ombre
Amahl Farouk, alias le Roi d'ombre (« Shadow King » en version originale) est un super-vilain évoluant dans l'univers Marvel de la maison d'édition Marvel Comics. Créé par le scénariste Chris Claremont et le dessinateur John Byrne, le personnage de fiction apparaît pour la première fois dans le comic book Uncanny X-Men #117 en janvier 1979.

## Biographie du personnage
Amahl Farouk est un mutant vivant en Égypte et qui combattit un jour le Professeur Xavier avant que celui-ci ne crée l'équipe des X-Men. Il perdit le duel et son corps succomba. Mais, étant apparemment le deuxième télépathe le plus puissant au monde, son esprit survécut dans le plan astral.
Des années plus tard, Farouk refait surface et attaque les Nouveaux Mutants, possédant le corps de Karma. Cette dernière, rendue à moitié folle par le pouvoir du Roi d'ombre, mange à s'en rendre malade et termine obèse. Elle réussit pourtant à chasser Farouk.
Plus tard, il pourchasse Tornade qui avait régressé à un état d'enfant. Il termine sa course sur l'île de Muir où il terrasse les X-Men présentsUncanny X-Men #254. Xavier appelle Facteur-X à la rescousse et Farouk disparaît, laissant Xavier de nouveau hémiplégique, et son fils David plongé dans un coma profond.
Il revient pourtant, prenant possession d'une tribu africaine qui vénérait Tornade. Un combat s'engage entre lui et Psylocke. Le choc psychique qui en résulte affecta toutes les créatures vivantes (saignement de nez, maux de tête...) et les télépathes connaissent alors des problèmes avec leurs dons. Le Roi d'ombre ne fut pas affecté par la vague psionique mais fut tout de même vaincu par Psylocke, qui sacrifia son pouvoir télépathique pour emprisonner le mutant dans le plan astral.
À la mort de Psylocke, tuée par Vargas, le Roi d'ombre est libéré. Il revient dans le but d'épouser Malicia et d'en faire sa reine. Il espère ainsi gagner le pouvoir d'atteindre les rêves que Malicia possédait sans le savoir vraiment, depuis un contact avec l'aborigène Gateway. Mais Malicia se sert du pouvoir autrefois volé à Psylocke pour le battre à son propre jeu.
Il disparaît ensuite dans une autre réalité, où il prend le contrôle du Professeur Xavier et des X-Men originaux, les travestissant en sombres clones de ceux de l'univers Marvel régulier (Terre-616). Il réussit à revenir avec eux dans la réalité à Londres et affronte la nouvelle équipe Excalibur. Psylocke disparaît en un flash quand elle lui porte le coup de grâce.

## Pouvoirs et capacités
Le Roi d’ombre semble être une entité multiverselle présente dans le plan astral, nécessitant un corps physique pour se manifester dans le monde tangible. Il peut changer de corps à volonté, utilisant parfois un être humain comme nexus pour étendre son influence au monde entier. Il semble capable de régénérer le corps de ses hôtes. Il est capable de ranimer le corps d’un être mort récemment et de maintenir son corps en vie.
- Le Roi d'ombre possède de vastes dons télépathiques lui permettant de lire dans l’esprit des autres, de contrôler leur corps, de communiquer mentalement, de projeter des illusions, de projeter des rafales d’énergie psionique capables de causer de graves dommages et même de blesser physiquement ou de tuer.
- Il se nourrit de l’ombre de l’âme humaine et accroît son pouvoir à partir de la haine et des sentiments négatifs des hommes.
- Il est également doté de connaissances occultes et est capable de réaliser des rituels magiques au cours desquels il peut utiliser des armes mystiques ou invoquer des forces démoniaques[9].
- Il s’est autrefois servi d’une épée de cristal sacré (Athame) pour mettre en œuvre une cérémonie magique destinée à accroître son pouvoir.

## Versions alternatives

### Age of Apocalypse
Dans la réalité alternative d’Age of Apocalypse, le Roi d'ombre est surnommé le Voleur d'ombre, un serviteur d'Apocalypse. Il vit caché dans une bouteille, dans un état gazeux, au cœur du palais du tyran. C'est lui qui détecta la présence de Nate Grey (X-Man). Il captura l'assistante d'Angel, Karma, et la tortura pour qu'elle avoue que les X-Men de Magnéto avaient Warren Worthington pour allié. Il tenta de lire l'esprit de Bishop, mais les souvenirs de Terre-616 qu'il possédait suffirent à le chasser.
Finalement, le Roi d'ombre suivit discrètement Diablo sur Avalon (la Terre Sauvage), caché dans l'esprit de Dead Man Wade (Deadpool), un autre agent d'Apocalypse. Là, il provoqua un carnage en possédant les esprits des réfugiés. Diablo, grâce à l'aide de Damask et Switchback, fut capable de se téléporter dans le plan astral et détruisit l'esprit de Farouk.

### Ultimate Marvel
Dans l'univers Ultimate Marvel, le Roi d'ombre est censé faire une apparition dans l’épisode Ultimate X-Men #97.

## Apparitions dans d'autres médias

### Télévision
- Le Roi d'ombre  apparaît dans deux épisodes de la série d'animation X-Men et l'épisode 4 de Wolverine et les X-Men.
- Il est l'antagoniste principal de la série Legion. Après un affrontement contre le Professeur Xavier, son esprit se réfugie dans celui de son fils, David Haller (Légion) alors bébé, et se nourrit peu à peu du pouvoir mutant de son hôte, changeant sa perception du monde. Il est interprété par Navid Negahban à partir de la saison 2 de la série, mais le personnage prend l'apparence d'un démon jaune incarné par Quinton Boisclair.

### Jeu vidéo
- Dans X-Men Legends, le Roi d'ombre est un des boss.